# Resistencia cardiovascular
La resistencia cardiovascular, que no debe confundirse con la resistencia vascular, es la capacidad que tiene el corazón, los pulmones y los vasos sanguíneos para suplirle energía al cuerpo durante un ejercicio continuo y prolongado. Esto al bombear y transportar suficiente volumen de sangre a cada músculo ejercitado, culminando así el proceso.
- Datos: Q6106457